# Trasa Paměti strádání a boje Židů

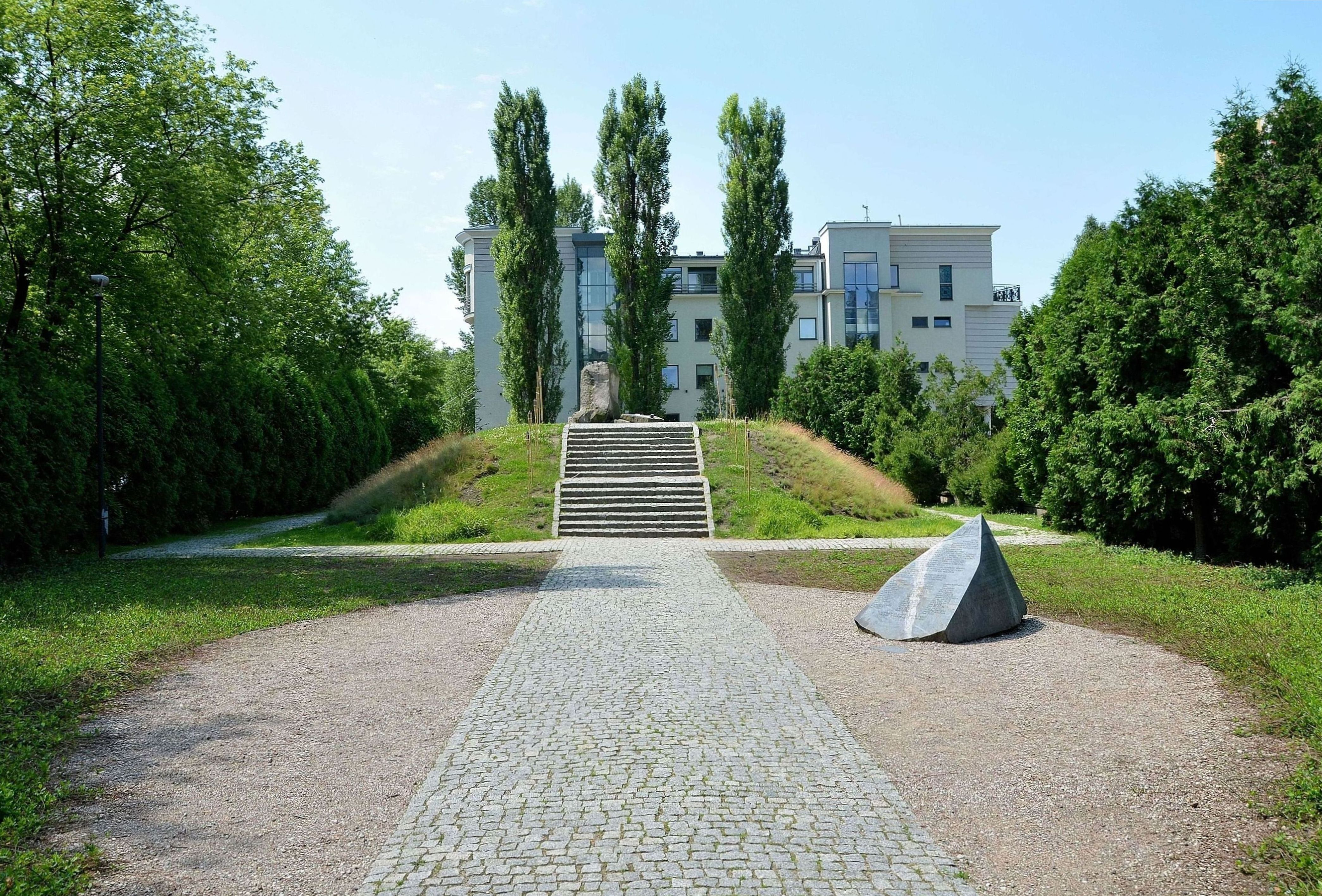
Pomník Kopiec Anielewicza

Trasa Paměti strádání a boje Židů (polsky Trakt Pamieci Meczenstwa i Walki Zydów) je cesta ve Varšavě vedoucí po místech spojených s osudy Židů za druhé světové války. Vybudována byla v letech 1988 a 1989. Její začátek je u Pomníku hrdinů ghetta u Muzea dějin polských Židů, odkud pokračuje ulicemi Zamenhofa a Dubois až k mohyle Kopiec Anielewicza, kde stával bunkr, v němž se na konci povstání ve varšavském ghettu ukrývalo 300 lidí, a to jak civilistů, tak vojáků Židovské bojové organizace. Když 8. května 1943 nacisté bunkr obklíčili, vyzvali v něm se ukrývající osoby, aby se vzdaly. Civilisté tak učinili, ale vojáci nikoliv. Pustili se naopak do boje s Němci, na jehož konci většina z nich spáchala sebevraždu a ze 120 bojovníků nakonec přežilo patnáct. Bunkr následně nechali nacisté zasypat.
Celá trasa končí v místě zvaném Umschlagplatz, kde Němci v letech 1942 a 1943 shromažďovali Židy před jejich odesláním do vyhlazovacích táborů.